# Desmond Shum
Desmond Shum (Shanghai, novembre 1968) è uno scrittore cinese, autore di Red Roulette: An Insider's Story of Wealth, Power, Corruption and Vengeance in Today's China ed ex marito della miliardaria cinese Duan Weihong..

## Biografia
Shum è nato a Shanghai, ha trascorso la sua infanzia a Hong Kong e ha studiato in un college negli Stati Uniti.

### Opere
In Red Roulette Shum descrive la sua esperienza personale derivante dall'essere stato attivo in ruoli di alto livello nelle aziende cinesi e nel Guanxi, collaborando con persone del governo cinese e del Partito Comunista al potere, necessarie per garantire il successo dei rapporti commerciali. Descrive inoltre la corruzione diffusa e sistemica che permea il rapporto del Partito Comunista Cinese con gli affari privati e il conseguente alto livello di influenza che il partito e il governo esercitano sugli affari privati.
Nel libro Shum considera Guo Wengui un dissidente, ammette di essere stato per un decennio membro della Conferenza politica consultiva del popolo cinese e confessa di aver marciato contro il Movimento degli ombrelli di Hong Kong nel 2014, ma di aver cambiato schieramento nel 2019. Shum definisce come suoi ispiratori il suo collega all'Aspen Institute Bill Browder e il suo libro Red Notice.

### 60 minuti
Desmond Shum, intervistato in 60 Minutes da Liam Bartlett, ha delineato i legami corrotti della sua ex moglie (e dei suoi) con Wen Jiabao, la di lui moglie Zhang Peili, Wang Qishan e Li Peiying (giustiziato per corruzione nel 2009). Ha affermato che la loro relazione reciprocamente vantaggiosa ha consentito a entrambe le parti, e ad altri membri del partito ben collegati, di accumulare miliardi di dollari di ricchezza fino a quando non sono caduti in disgrazia quando Xi Jinping ha iniziato a consolidare il potere e ha iniziato la sua ben pubblicizzata lotta contro la corruzione nel Partito Comunista Cinese. Fu a questo punto che l'ex moglie di Desmond scomparve e in seguito si scoprì che era stata trattenuta dalle agenzie di sicurezza cinesi.